# Hetlín
Vesnice Hetlín (německy Hetlin) je součást obce Černíny v okrese Kutná Hora.

## Název
Jméno osady shodně odvozují Josef Postránecký (Jména místní) i Antonín Poldauf (Místní jména v Čechách I., Praha 1957) od jejího údajného zakladatele Hetla (? Hatla, Hatala).

## Historie
Hetlín patřil od roku 1584 (možná i dříve) s nejvyšší pravděpodobností Vilémovi Malovcovi z Malovic. Vilém zemřel v roce 1592 a po něm majetek dědil jeho první syn Bedřich, který však již v roce 1594 umírá a správy statků se ujímá jeho sestra Ofka. Druhý syn Věnek, v době úmrtí Viléma ještě nezletilý, po dosažení dospělosti prodává v roce 1601 zbraslavické panství Ondřeji Horňateckému z Dobročovic. Ondřej se zapojil do odboje českých stavů proti Ferdinandovi II., za což byl odsouzen ke ztrátě jedné třetiny svých statků. Zkonfiskovaný majetek si však mohl zpět vykoupit od královské komory. K tomu došlo v roce 1626, kdy Ondřej Horňatecký byl hejtmanem Čáslavského kraje. Na soupise oceňovaného majetku vypracovaném v této souvislosti se objevuje i ves Hetlín.
Další zmínka o Hetlínu pochází z roku 1627, kdy po smrti Ondřeje Horňateckého bylo mezi jeho pět synů děleno zbraslavické panství a Hetlín připadl Kunatovi (? Kunratovi) Horňateckému. V této době Hetlín náležel k tvrzi o dvoru ve Štipoklasech. Kunat ale již 25. května 1628 prodává nabytý podíl své matce Kateřině z Hrušova, vdově po Ondřeji Horňateckém. Po vpádu švédských vojsk byly tvrz a dvůr ve Štipoklasech zpustošeny, stejně tak i okolní vsi. Právem je tedy možno domnívat, že mezi podobně postižená místa patřil i Hetlín. V roce 1650 Kateřina kromě tvrze a dvoru ve Štipoklasech a třech chalup v Černínách, prodává Hetlín svému dalšímu synovi Bohuslavovi Ferdinandovi Horňateckému. Tím se dostal Hetlín opět ke zbraslavickému panství. Po Bohuslavově smrti v roce 1653 dědí kromě jiného Hetlín jeho syn František Litmír Horňatecký. František Litmír se svou manželkou Marií Terezií z Neyenperku zanechali po sobě dvě dcery – Antonii a Annu. Osiřelých sester se ujali Bernard František z Věžník, tehdejší pán na Třebešicích a rytíř Jan Václav Ferdinand Obytecký z Obytec na Janovičkách, Petrovicích a Zhoři. Hetlín se později objevuje v jeho vlastnictví.
Dne 2. března roku 1709, dva roky po smrti Ferdinanda Obyteckého, kupuje Hetlín hrabě Bernard z Věžník od jeho pozůstalých synů Josefa Vyduny, Isidora Václava, Antonína Jana a Tadeáše Františka, za částku 4 880 zl. Zatímní smlouva na koupi Hetlína ale byla již uzavřena téměř rok předtím, a to 16. června 1708. Definitivní kupní smlouva byla vložena do zemských desk 5. března 1709. Hetlín se tak stal na dlouhou dobu součástí novodvorského panství. V době koupě měl Hetlín 14 domků. Pravděpodobným důvodem koupě bylo rozšíření lesních ploch na panství. V době, kdy Bernard Věžník Hetlín kupoval, byl již po druhé ženat, a to s Barborou, rozenou Švihovskou z Riesenberku. Hrabě Bernard Věžník zemřel v Praze dne 12. září 1714. Závětí ze dne 20. září 1713 odkázal kromě jiného Hetlín svému synovi z druhého manželství Romediovi Věžníkovi. Romedius, vlastník také Novodvorského panství, ale svého otce dlouho nepřežil. Zemřel v Nových Dvorech dne 2. července 1720 ve věku 25 let. Hetlín se dostává na základě Romediova testamentu do vlastnictví jeho matky – hraběnky Barbory Věžníkové. Ta jej nedržela dlouho a již 15. září 1722 celé panství včetně Hetlína prodává Františku Antonínu Pachtovi, hraběti z Rájova.
Antonín Pachta však zatížil panství velkými dluhy a tak se dostalo podle nařízení c. k. místodržitelství a zemského soudu ze dne 6. června 1727 pod sekvestraci (nucenou správu). Sekvestrem byl nejdříve c. k. soudce Hennet z Čáslavi a po něm Jan M. Amcha, rytíř z Borovnice, též soudce z Čáslavi. Výnosem zemského soudu ze dne 1. března 1728 a místodržitelství ze dne 12. června a 16. října 1728 bylo rozhodnuto, že panství bude prodáno ve veřejné dražbě 20. prosince 1728. Z dražby nakonec byť po dodatečném, věřiteli vynuceném, zvyšování kupní ceny vyšel úspěšně uherský hrabě Karel Josef Batthyány. Kupní smlouva byla podepsána 14. února 1729 a následně vložena do zemských desk. Hetlín vlastnil Karel Batthyany až do roku 1764 tedy téměř 35 let. Krátce po tom, co se ujal panství, dal je přeměřit. K tomu povolal z Prahy zeměměřiče Jana Glockspergera. Měření bylo dokončeno v roce 1734. V připojeném popisu k mapě se nachází k Hetlínu některé informace – V Hetlíně byla kořalna, kterou provozoval žid a platil z ní ročně vrchnosti 26 zl. úroků. Z draslárny na Hetlíně se s dodávkou popela platilo dříve 40 zl., roku 1734 pouze 20 zl. ročně. Dále se uvádí, že v hetlínském hospodářském dvoře bylo 20 až 30 dojných krav. Co se týká usedlostí, jsou uváděni čtyři půlsedláci, kteří platili každý ročně po 1 zl. 43 kr. úroků. O chalupnících se zde zmínka nenachází.
Hetlín se dostává s prodejem panství Karlem Batthyanym dne 18. června 1764 do vlastnictví hraběte Jana Karla Chotka a jeho manželky Marie Teresie, rozené hraběnky Kottulínské. K tomuto roku se uvádějí následující údaje o Hetlínu: jsou zde čtyři půlsedláci, k hetlínskému dvoru patří 171,25 korců a 2,5 měřice polí, 71,75 korců a 2,75 měřice luk, 0,25 korců a 3,5 měřice ovocných zahrad a 33 korců pastvin. K Hetlínu v té době patřilo 792,25 korců a 0,5 míry lesa. Poznamenán je též v Hetlíně rybník na potěr zvaný „Horní Hetlínský“ s násadou 5 kop. Jan Karel Chotek zemřel dne 8. listopadu 1787 ve Vídni. Panství po něm zdědila pozůstalá manželka a jeho syn Jan Rudolf Chotek. Ten převzal samostatně panství až po smrti své matky († 26. 3. 1798) a vlastnil je až do konce svého života († 26. 8. 1824). Panství odkázal synovi Jindřichu Chotkovi. Poté, co se Jindřich Chotek ujal dědictví, započal zvelebovat panství. V Hetlíně roku 1844 byla z jeho iniciativy postavena myslivna. Péči věnuje také poddaným na panství. Například 31. října 1826 zakládá „chudinský ústav“, z jehož fondu je podporováno 50 chudých. Do tohoto fondu měli za povinnost vlastníci hospodářství odvádět pravidelně určité částky a tak v Hetlíně se v některých případech lze setkat se zaknihovanými zástavními právy právě z titulů těchto odvodů. Po skončení patrimoniálního období zůstal z Hetlína hospodářský dvůr i nadále ve vlastnictví novodvorského velkostatku.
Jindřich Chotek zemřel v roce 1864; panství dědí jeho syn z manželství s Karolinou Aloisií, hraběnkou z Eltzů, hrabě Rudolf Karel Chotek. Z počátku hospodaří dobře a velkostatek je na počátku 70. let 19. století ještě na výši. O poplužním dvoře v Hetlíně se v roce 1872 uvádí, že byl propachtován. Hospodářství Rudolfa Karla Chotka však postupně upadá (zejména po smrti jeho jediného syna Jana Rudolfa) a vede ke špatným koncům. V roce 1890 je na velkostatek uvalena nucená správa. Zadlužené panství dědí roku 1894 jeho mladší bratr Emerich a po něm roku 1911 synovec hrabě Quido Thun Hohenstein. Ten však ve špatném hospodaření pokračuje a ve snaze zmírnit některé dluhy odprodává městu Kutná Hora i polesí Hetlín.
Pravděpodobně nejstarší ucelenější zmínky o osobách žijících v Hetlíně lze nalézt v matrikách červenojanovické fary. Tam byly zapisovány křty od roku 1657. Později Hetlín připadl pod faru ve Zbraslavicích. Děti z Hetlína navštěvovaly školu ve Zbraslavicích. O existenci tamní školy jsou dochovány záznamy již z poloviny 16. století. Škola se nacházela v sousedství fary v dřevěné chalupě čp. 5. Hetlín, tak jako jiné obce musel se podílet na vydržování této školy a jejího učitele. Podle zbraslavické farní kroniky učitel dostával na základě listiny ze dne 22. listopadu 1800, potvrzené hrabětem Šebestiánem Trauttmannsdorfem, ročně od Hetlína 1/4 korce čili 1 věrtel ovsa, pak po jednom koláči o posvícení a po 4 nebo 2 vejcích k zelenému čtvrtku z každého čísla popisného z celého obvodu školního. Také dostával „koledu“ od každé přiškolené obce 4 zl. 16 kr. stříbra. V souvislosti se Zbraslavicemi se uvádí o Hetlínu další informace: ve Zbraslavicích byla samostatná židovská obec, která měla v místě nad „Kudláčkovým mlýnem“ svůj hřbitov. Po jeho zrušení v roce 1797 zřídila hřbitov nový u Hetlína v lokalitě nad „Spáleným mlýnem“. V roce 1890 je v Hetlíně 27 domů a 183 obyvatel. Patří pod hejtmanství Kutná Hora a farou pod Zbraslavice.
O 21 let později, tedy v roce 1911, je Hetlín charakterizován v publikaci Kutnohorsko slovem i obrazem takto: „Obec má 29 domů. Všechny jsou přízemní a kryté došky. Obyvatel je 164 z toho 1 izraelita. Domy stojí porůznu a některé mají pěkné zahrady. Některé domy mají pěkné lomenice, ale bez řezeb, maleb i bez nápisů. Na návsi stojí zvonička. V zahradách a u cest se pěstuje ovocné stromoví, z něhož nejvíce vyniká třešně ptáčnice. Opodál vsi na jižní straně stojí hájovna. Na jižní straně je též studánka, ze které vytéká pramen napájející rybník Návesský a menší rybník Dalmacínek (Darmacínek) pode vsí.“ Ze zachovalých místních názvů jsou známy: V kačínách, U bučiny, Kačina, Dar(l)macínek, Návesák (Návesský), V katovém koutě, U cvoku, Na dracovství, Na strampouchu, V lipinách.
V roce 1883 jsou zakládány nové pozemkové knihy Hetlína. Do nich byly přenášeny zápisy z knih předchozích (pozemkových a gruntovních) i zápisy z hetlínských kontribučních knih. Zaknihování některých majetků bylo též prováděno na základě protokolárních zápisů postihujících předchozí stav podle místních šetření. Takto provedený zápis je například u majetku osady Hetlín, které kromě mála pozemků patřila „louž“ na návsi a zahrada při cestě, později rozdělená na jednotlivé parcely k výstavbě domků. Nové pozemkové knihy poskytují obsáhlé množství informací, ze kterých si lze při podrobném studiu vytvořit obrázek o tehdejší velikosti osady Hetlín, vývoji jednotlivých usedlostí i domků prostých chalupníků, v mnohých případech i osudy majetku a rodin žijících v Hetlíně. Zajímavým svědectvím vypovídajícím nelehkém životě místních usedlíků jsou zápisy dluhů a břemen. V Hetlíně prakticky neexistoval v té době dům nebo usedlost, které by alespoň na krátkou dobu nebyly zadluženy. Původy dluhů byly různé. Nachází se mezi nimi nejen zapsané pohledávky na základě odevzdacích listin právních úřadů dětí či sourozenců za nabyvatelem majetku po úmrtí rodičů, nedoplatky kupních cen při prodeji majetku, finanční půjčky od třetích osob, ale i pohledávky ze soudních výloh a škod vzájemně si způsobených mezi obyvateli Hetlína. Také se stávalo, že hospodářství na některých usedlostech končilo i úpadkem a nucenou dražbou. Častým jevem byla též uvalená zástavní práva k zajištění pohledávek panství a jeho kontribučních nebo nadačních fondů.
Nejstarší přenesené informace v těchto knihách pocházejí z přelomu 18. a 19. století; většina však z poloviny 19. století. Knihy obsahují též seznam dominikálního majetku v Hetlíně zapsaného v zemských deskách. Při zakládání těchto nových knih bylo v Hetlíně 7 hospodářských usedlostí (vč. panského dvora), 14 domků vesměs jen se zahradami, 3 drobná hospodářství a hájovna. Zde je přehled seřazený podle popisných čísel:

### Seznam nemovitostí
- čp. 1 (stp.21) – drobné hospodářství s některými poli přikoupenými až v pozdější době po založení nových pozemkových knih. Od roku 1843 je průběžně až do uzavření vložky pozemkové knihy v roce 1968 ve vlastnictví rodiny Pokorných. Je pravděpodobné, že i před rokem 1843 bylo ve vlastnictví téže rodiny, neboť k tomuto datu se nachází mezi zápisy i výminek pro Marii Pokornou. Z roku 1846 pochází zápis o vloženém zástavním právu na 40 zl. s úroky ve prospěch Novodvorské chudinské pokladnice.
- čp. 2 (stp. 19) – poplužní dvůr s obytnými a hospodářskými staveními, ke kterému patřily další stavby hospodářského charakteru, rozsáhlé pozemky (stavební, zahrady, pole, louky, pastviny, lesy), rybník s hrázemi, cesty atd. Předpokládá se, že tento dvůr je v Hetlíně nejstarším objektem. Jeho současný stav je v podobě přestaveb z 18. a 19. století.
- čp. 3 (stp. 1) – domek, ke kterému patřily jen dvě zahrady. Před rokem 1845 patří manželům Josefovi a Josefě Mrackým. Po nich domek se zahradami připadá většinou do společného vlastnictví více osob. Chronologicky jsou to manželé Štíchovi, Trnkovi, Jelínkovi, Maláčkovi, Barbora Jelínková, manželé Heligovi, manželé Vavřinovi. V roce 1845 vázne na těchto nemovitostech zástavní právo na 80 zl. ve prospěch novodvorského panství (pohledávka důchodu).
- čp. 4 (stp. 8/1) – velká hospodářská usedlost s hospodářským stavením, rozsáhlými pozemky (stavebními, zahradami, poli, loukami, pastvinami, lesy). V roce 1898 vznikl u této usedlosti ještě dům čp. 29 (stp. 8/2). Usedlost vlastní od roku 1817 Václav Pokorný, který ji koupil od Františka Viktory. V roce 1886 se dostala do dražby, ve které ji získal dr. Bedřich Pacák. Dalšími vlastníky jsou Marie Outlová, manž. Čeněk Outl a Anna Outlová, 1924 prodána manželům Janovi a Růženě Tvrdíkovým, po nich následují Josef a Růžena Děkanovských (od roku 1929). V roce 1830 se na usedlosti nachází zapsané zástavní právo za povinnost odvésti do „Novodvorského kontribučenského a obilního fondu“ dvě míry žita a dvě míry ječmene.
- čp. 5 (stp. 7) – velká hospodářská usedlost s hospodářským stavením, stodolou, rozsáhlými pozemky (stavebními, zahradami, poli, loukami, pastvinami, cestami). Před rokem 1871 patří manželům Josefovi a Anně Linhartovým, po nich manželům Václavovi a Antonii Linhartovým. V roce 1890 jde usedlost do dražby, vydražil ji Josef Leopold Fučík, který ji již v roce 1891 prodává Barboře Linhartové. V roce 1941 ji nabývají manželé Josef a Barbora Uhrovi. V roce 1827 je usedlost zatížena zástavním právem na povinnost odvésti do „Novodvorského kontribučenského špýcharu“ šest mír žita, tři míry ječmene a sedm mír ovsa.
- čp. 6 (stp. 6) – menší usedlost s hospodářským stavením, ke které patří pole, louky, pastviny a zahrady. Před rokem 1863 patří manželům Hudikovým, po nich jsou zde jako vlastníci zapsáni manželé Josef a Anna Oubrechtovi, Anna Oubrechtová, manželé Václav a Marie Jandíkovi, manželé Josef a Barbora Končelovi, Josef Bělina, Marie Bělinová ml. roz. Červenková, manželé Josef a Božena Bělinovi. V roce 1809 bylo vloženo na usedlost zástavní právo na pohledávku 50 zl. „Novodvorské sirotčí pokladnice“. Zajímavým zápisem je též zástavní právo na pohledávku 200 zl. tehdejšího správce panství Engelberta Schaka.
- čp. 7 (stp. 18) – domek se dvěma zahradami. Před rokem 1864 jej vlastní manželé František a Kateřina Maláčkovi, po nich manželé Václav a Barbora Děkanovský, Josef Děkanovský a Jindřiška Děkanovská, manželé František a Anna Pekárkovi, po nich jej dědí Anna Pekárková ml., která se později provdala (26. února 1911) za Josefa Nešpora a na něho převádí 1/2 domku, v roce 1939 nemovitosti dědí Emilie Pospíšilová.
- čp. 8 (stp. 16, pův. 31) – menší hospodářská usedlost, ke které patřily zahrady, louky, pole, pastviny a les. V roce 1910 bylo k usedlosti postaveno nové obytné a hospodářské stavení. Před rokem 1876 usedlost vlastní manželé Josef Hájek a Barbora Hájková, po nich manželé Vojtěch František Hájek a Marie Hájková, dědí František Hájek ml. a od roku 1950 spolu s manželkou Marií. Ze zapsaných břemen stojí za zmínku zástavní právo podle trhové smlouvy ze dne 15. června 1823 na pohledávku „Novodvorské sirotčí pokladnice“ ve výši 241 zl. 53,5 krejcaru, zástavní právo z roku 1827 na povinnost odvésti do „Novodvorského kontribučenského obilního fondu“ tři míry žita, tři míry ječmene a jedenáct mír ovsa. Ze dne 16. července 1828 vázlo též na usedlosti zástavní právo na pohledávku „Zádušní pokladnice panství Nových Dvorů“ ve výši 100 zl. a z roku 1846 zástavní právo na pohledávku 40 zl. „Chudinské pokladnice Novodvorské“. Zajímavostí je, že tato břemena byla vymazána až v roce 1962.
- čp. 9 (stp. 15) – hospodářská usedlost s obytným a hospodářským stavením, zahradami, loukami, pastvinami a poli. Před rokem 1827 vlastní usedlost Majdalena Johanesová, po ní Václav Johanes s manželkou Barborou, následně manželé Josef Johanes a Kateřina Johanesová. V roce 1879 zdědil František Johanes jednu polovinu této usedlosti a od roku 1880 vlastní druhou polovinu Marie Johanesová. Na polovinu Františka Johanese byla vyhlášena dražba a v této dne 24. dubna 1890 tuto kupuje Marie Johanesová. U této usedlosti se objevuje v nových pozemkových knihách nejstarší přenesený zápis a to dle trhové smlouvy ze dne 19. prosince 1797 vložená povinnost odvádět faráři ve Zbraslavicích „letník“. Z roku 1816 (15. října) byla usedlost zatížena povinností odvádět do „Novodvorského kontribučenského obilního fondu“ čtyři míry ovsa a dvě míry ječmene.
- čp. 10 (stp. 5) – hospodářská usedlost s hospodářským stavením, dalším obytným stavením čp. 26, zahradami, loukami, pastvinami, poli a lesem. Usedlost byla koupena dne 24. listopadu 1865 manželi Josefem Veselým a Marií Veselou od Václava Děkanovského, který měl zde zřízený výminek. Ve vlastnictví usedlosti se potom střídají manželé František a Marie Volní, Josef Veselý, manželé Josef Strejček a Kateřina Strejčková, manželé Antonín a Anna Benešovi, následně manželé Josef a Aloisie Strejčkovi a Antonín Strejček. Nyní tuto usedlost vlastní Martin Jakubec.
- čp. 11 (stp. 12) – hospodářská usedlost s hospodářským stavením, zahradami, loukami, pastvinami, poli a lesem. Toto rozsáhlé hospodářství patřilo od roku 1868 manželům Václavovi a Kateřině Syřinkovým. 29. září 1885 bylo v exekuční dražbě vydraženo Františkem Žaludem a již 14. října 1885 prodáno manželům Václavovi a Barboře Děkanovským. Od roku 1896 je usedlost ve vlastnictví manželů Josefa a Aloisie Strejčkových, po nich Marie Johanesové, manželů Františka a Marie Trnkových a od roku 1932 Františka Trnky. Břemeno odvodu do panství nejsou zapsána.
- čp. 12 (stp. 9) – hospodářská usedlost s hospodářským stavením, špýcharem, zahradami, loukami, pastvinami, poli a lesem. Před rokem 1851 vlastní usedlost manželé František a Františka pokorných, po nich manželé Čeněk a Barbora Janglovi, manželé František a Marie Benešovi, manželé Antonín a Anežka Benešovi a od roku 1934 manželé Josef a Emílie Doudovi. Podle dluhopisu ze dne 1. května 1846 vázlo na hospodářství zástavní právo na pohledávku 40 zl. „Novodvorské chudinské pokladnice“ a od roku 1882 zástavní právo na 540 zl. „Kumulativní sirotčí pokladny kutnohorského okresu“.
- čp. 13 (stp. 11) – domek se zahradou. Před rokem 1831 jsou zde vlastníky manželé Josef a Barbora Mráčkovi, po nich manželé Josef a Marie Královi, od roku 1868 manželé Václav a Barbora Maláčkovi (roz. Křepelová), následně manželé Jan Maláček a Františka Maláčková, od roku 1914 Aloisie Maláčková, dále František Zámostný a Eduarda Zámostný.
- čp. 14 (stp. 13) – domek se zahradou. Od roku 1828 do 1883 patří Josefu Krulišovi, po něm synovi Josefu Krulišovi a jeho manželce Kateřině, od roku 1935 Marii Krulišové a po ní Janu Sedláčkovi.
- čp. 15 (stp. 4) – domek se zahradou, loukou a polem. Před rokem 1833 jsou vlastníky manželé Václav a Magdaléna Šestákovi, po nich manželé Novákovi, od roku 1851 manželé Josef a Kateřina Pešoutovi, po smrti Kateřiny Josef Pešout (od roku 1898), manželé Karel a Marie Pešoutovi, po nich od roku 1942 Antonín Pešout. Břemena ve prospěch panství zapsaná nejsou.
- čp. 16 (stp. 3) – domek se zahradou, loukou a polem. Před rokem 1844 jsou vlastníci manželé Václav a Marie Trnkovi, po nich Jan Trnka (od 19. září 1844) a ten podle svatební smlouvy ze dne 19. září 1844 dává jednu polovinu manželce Kateřině a po jí ní dědí zpět v roce 1884, po něm manželé Josef a Josefa Trnkovi, po smrti Josefa vlastní celek Josefa Trnková a ta jej v roce 1932 postupuje Josefu Kovaříkovi a Josefě Kovaříkové roz. Trnkové. Břemena ve prospěch panství zapsána nebyla.
- čp. 17 (stp. 14) – domek se zahradou, loukou, polem, pastvinou a lesem, drobné hospodářství. Před rokem 1826 jsou vlastníky Alžběta Láznovská, po ní manželé Matěj Láznovský a Kateřina Láznovská, od 1. července 1835 manželé Josef Hurta a Marie Hurtová, po smrti Josefa Hurta vlastní celek Marie Hurtová, od roku 1881 manželé Antonín Sedláček a Františka Sedláčková, od roku 1918 po smrti manželky vlastní celek Antonín Sedláček, od roku 1926 Jan Sedláček. Břemena ve prospěch panství nejsou zapsána. (Pozn. V době zakládání nových pozemkových knih patřila k domu jen zahrada, ostatní majetek byl získán později.)
- čp. 18 (stp. 20) – domek se zahradou a poli, které byly získány až po založení nových pozemkových knih. Před rokem 1836 je vlastníkem Veronika Ederová, následně Magdalena Bělinová, od roku 1867 manželé Václav a Anna Zahradníkovi, po nich Barbora Vilímová, od roku 1891 manželé Antonín Brambora a Antonie Bramborová, od roku 1925 manželé Antonín Brambora a Anna Bramborová. Břemena ve prospěch panství zapsaná nejsou.
- čp. 19 (stp. 22) – domek se zahradou, přestavěný v roce 1923. Před rokem 1842 byli vlastníky manželé Josef Goll a Anna Gollová, následně manželé František Volný a Marie Volná, dále manželé Josef Hájek a Anna Hájková, od roku 1911 je vlastníkem František Hájek. Břemena ve prospěch panství zapsána nejsou.
- čp. 20 a 27 (stp. 10/1 a 10/2) – domy se zahradami, domek čp. 20 byl později přestavěn na stodolu a čp. 20 zaniklo. (ohlašovací arch z roku 1910). Před rokem 1853 byl vlastníkem Josef Kopecký, po něm manželé Josef Hájek a Barbora Hájková, následně manželé Vojtěch František Hájek a Marie Hájková, od roku 1906 jednu polovinu vlastnila Marie Hájková a druhou polovinu její syn František Hájek, v roce 1908 tento dědí po matce její polovinu nemovitostí. V roce 1950 byly ještě nemovitosti v držení rodiny Hájkovy. Břemena ve prospěch panství zapsána nejsou.
- čp. 21 (stp. 17) – domek se zahradou. Od r. 1872 jsou vlastníky manželé Josef Bělina a Marie Bělinová, dále manželé Josef Pokorný a Marie Pokorná, následně v r. 1940 manželé Josef Roženský a Emílie Roženská. Břemena ve prospěch panství zapsána nejsou.
- čp. 22 (stp. 23) – domek se zahradou. Před rokem 1874 jsou vlastníky manželé František Johanes a Antonie Johanesová, společně s nimi od roku 1874 vlastní jednu polovinu manželé Antonín Johanes a Marie Johanesová, kteří tuto polovinu prodali v roce 1877 manželům Františkovi Trnkovi a Alžbětě Trnkové, tito opět v roce 1880 tuto polovinu prodávají Františkovi Volnému, postupně jsou dalšími spoluvlastníky manželé Josef Veselý a Anna Veselá, manželé Václav Zahradník a Anna Zahradníková, kteří se v roce 1906 stali vlastníky celku a po nich od roku 1930 jsou manželé Josef Zahradník a Božena Zahradníková. Břemena ve prospěch panství zapsána nejsou.
- čp. 23 (stp. 24) – domek se zahradou. Před rokem 1837 jsou vlastníky Jan Balvín s manželkou (není jmenována), po nich manželé Jan Linhart a Kateřina Linhartová, v roce 1888 dědí Jan Linhart jednu polovinu po manželce, od roku 1890 je vlastníkem Marie Maláčková, v roce 1902 jde domek do dražby – vydražil jej dr. Boleslav rytíř Plaček, od roku 1904 jsou vlastníky manželé Jan Trnka a Marie Trnková, v roce 1919 dědí jednu polovinu Marie Trnková po zesnulém manželovi Janu Trnkovi, od roku 1922 manželé Josef a Františka Trnkovi, v roce 1961 dědí František Trnka. V roce 1837 vázlo na domku zástavní právo na 20 zl. pro pohledávku důchodu panství Novodvorského.
- čp. 24 (stp. 28) – myslivna, objekt postavený v roce 1844 hrabětem Jindřichem Chotkem. V pozemkových knihách je veden na seznamu statků zapsaných v zemských deskách. Do tohoto seznamu jsou později připsána i další hospodářská stavení a obytné domy čp. 28 a 29.
- čp. 25 (stp. 27) – domek se dvěma zahradami. Před rokem 1851 jej vlastní manželé Josef Stekl a Čeňka Steklová, následně manželé František Pekárek a Marie Pekárková, po nich jsou vlastníky jedné poloviny manželé František Deyl a Anna Deylová, od roku 1887 je vlastníkem jedné poloviny Josefa Brandejská, v roce 1890 prodávají manželé František Pekárek a Marie Pekárková svoji polovinu manželům Janovi Trnkovi a Marii Trnkové, v roce 1896 prodává Josefa Brandejská svoji polovinu manželům Františkovi Brandejskému a Františce Brandejské, dalšími spoluvlastníky jsou manželé Josef Zahradník a Božena Zahradníková.

## Osobnosti
- František Milde (1852 Hetlín – 1924), český sládek, zakladatel první sítě pivovarů v Bulharsku

## Fotogalerie

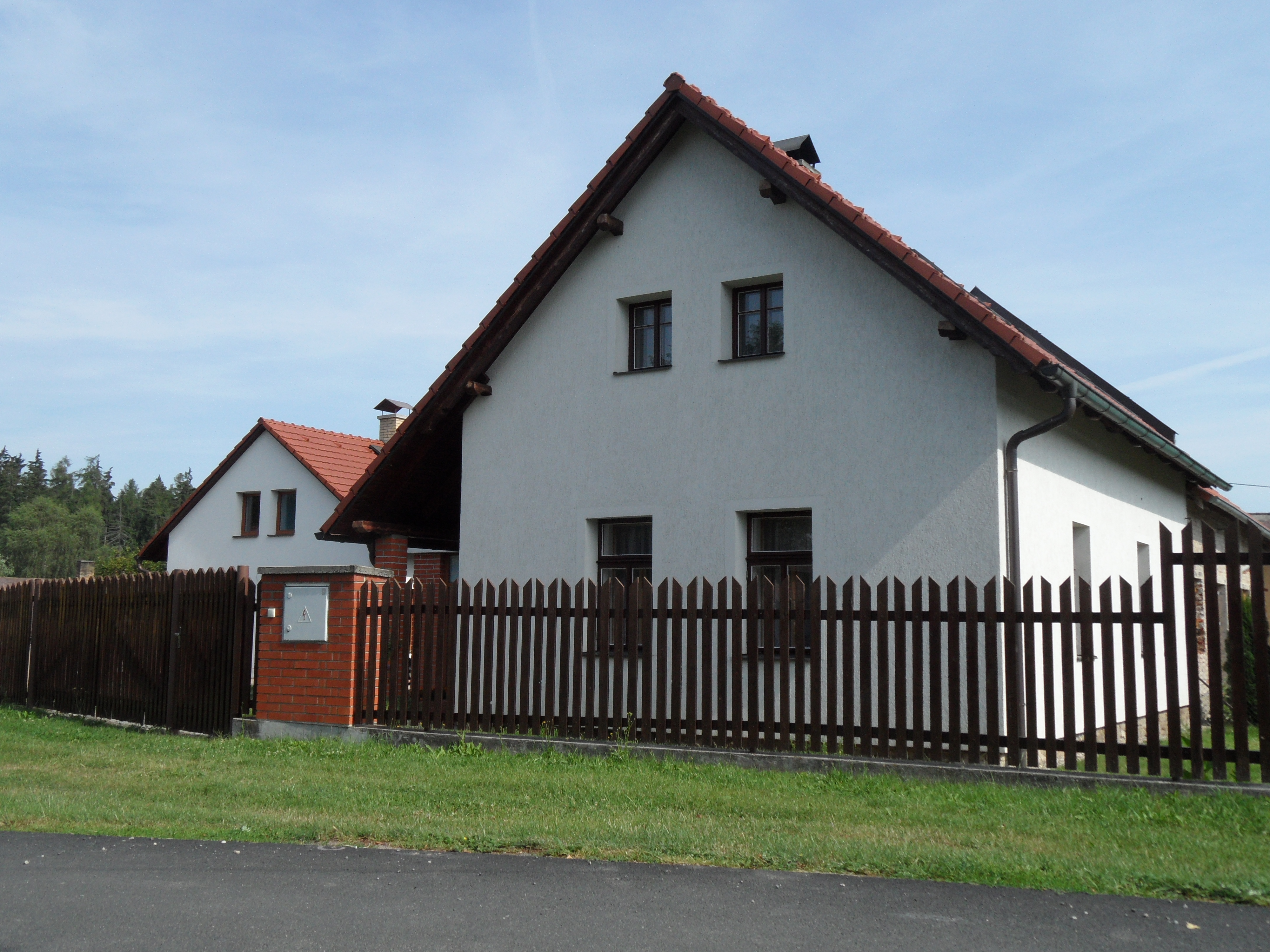
Rodinné domky v centru obce
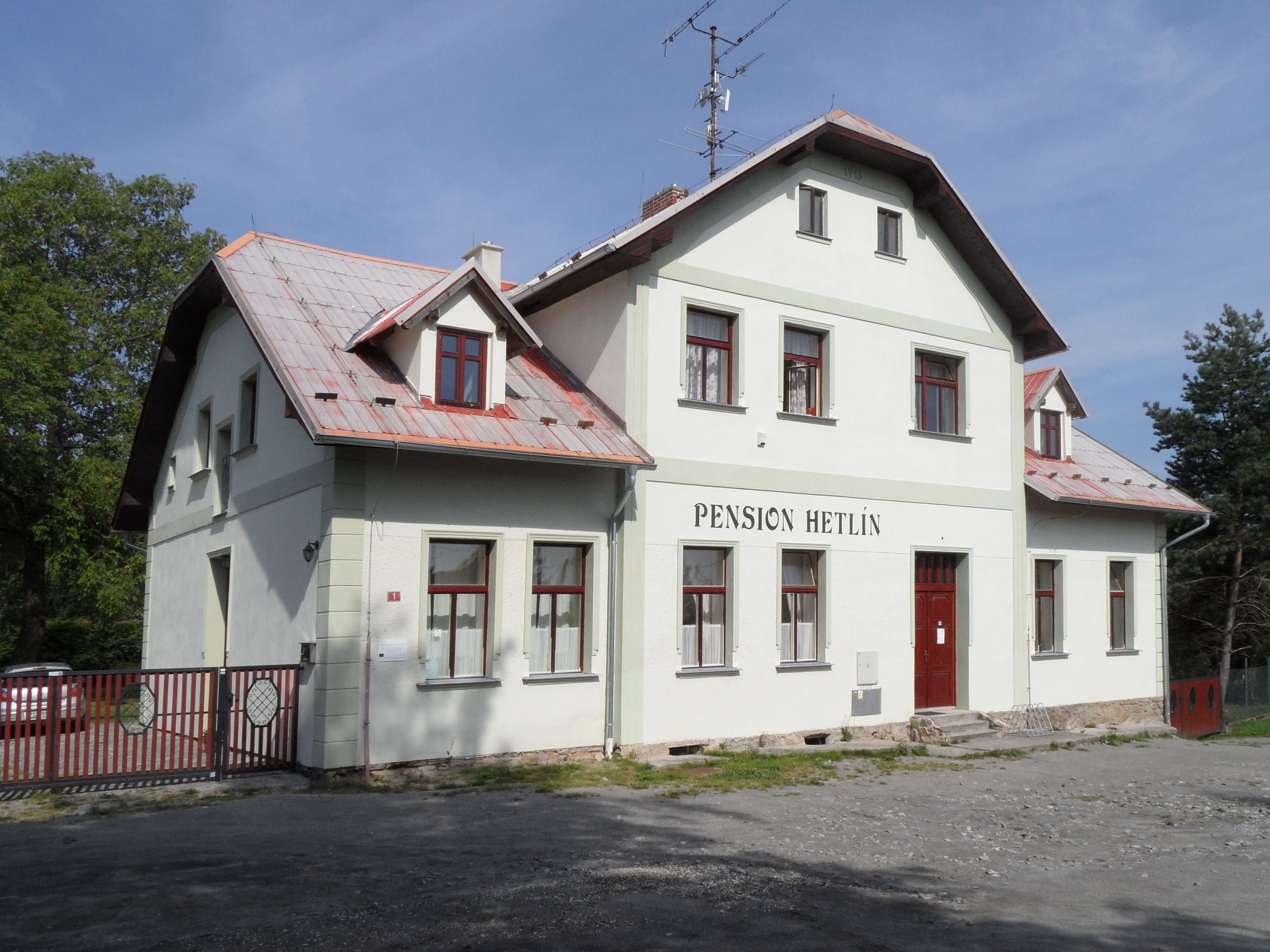
Opravený Pension Hetlín
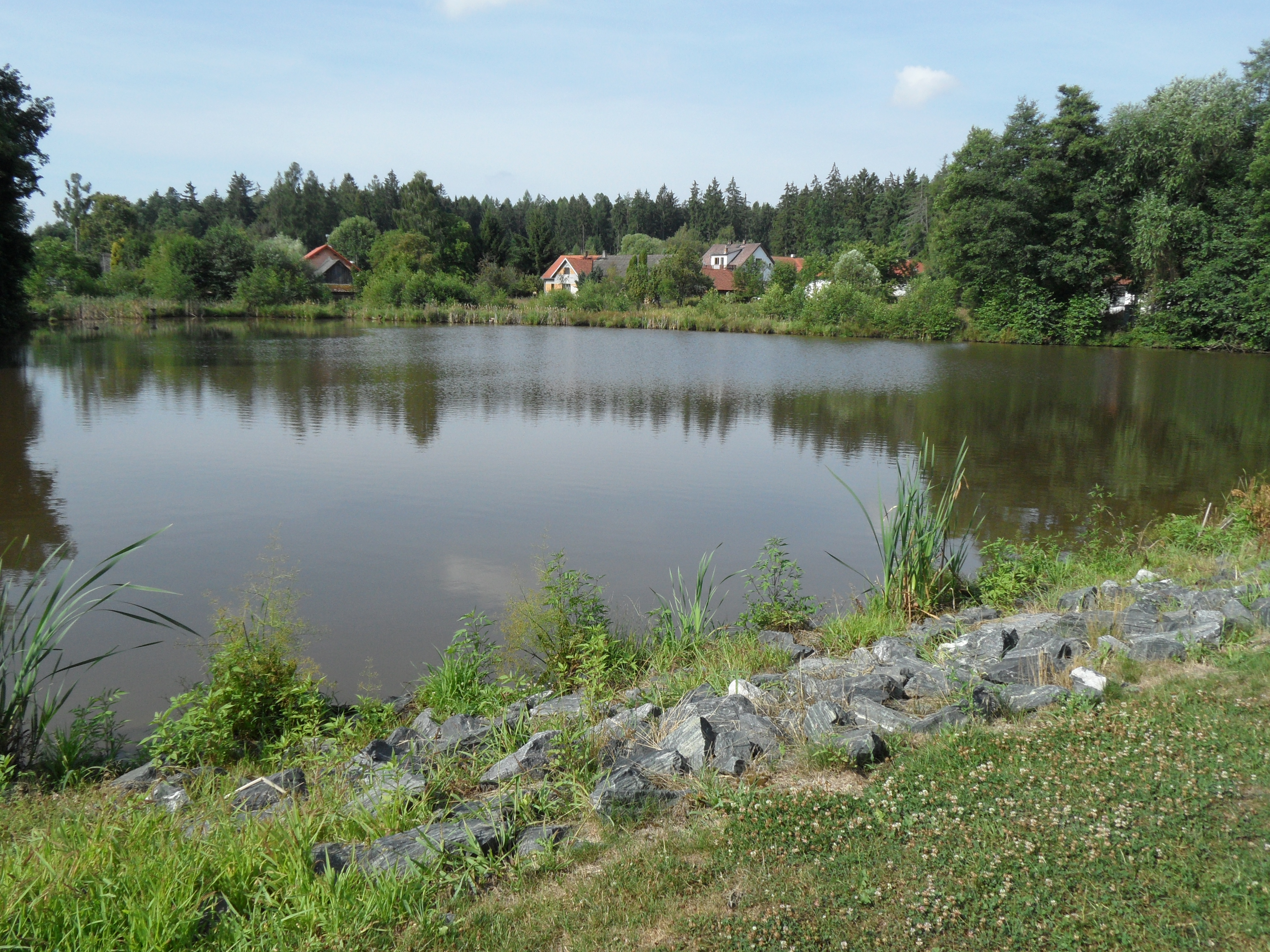
Náveský rybník
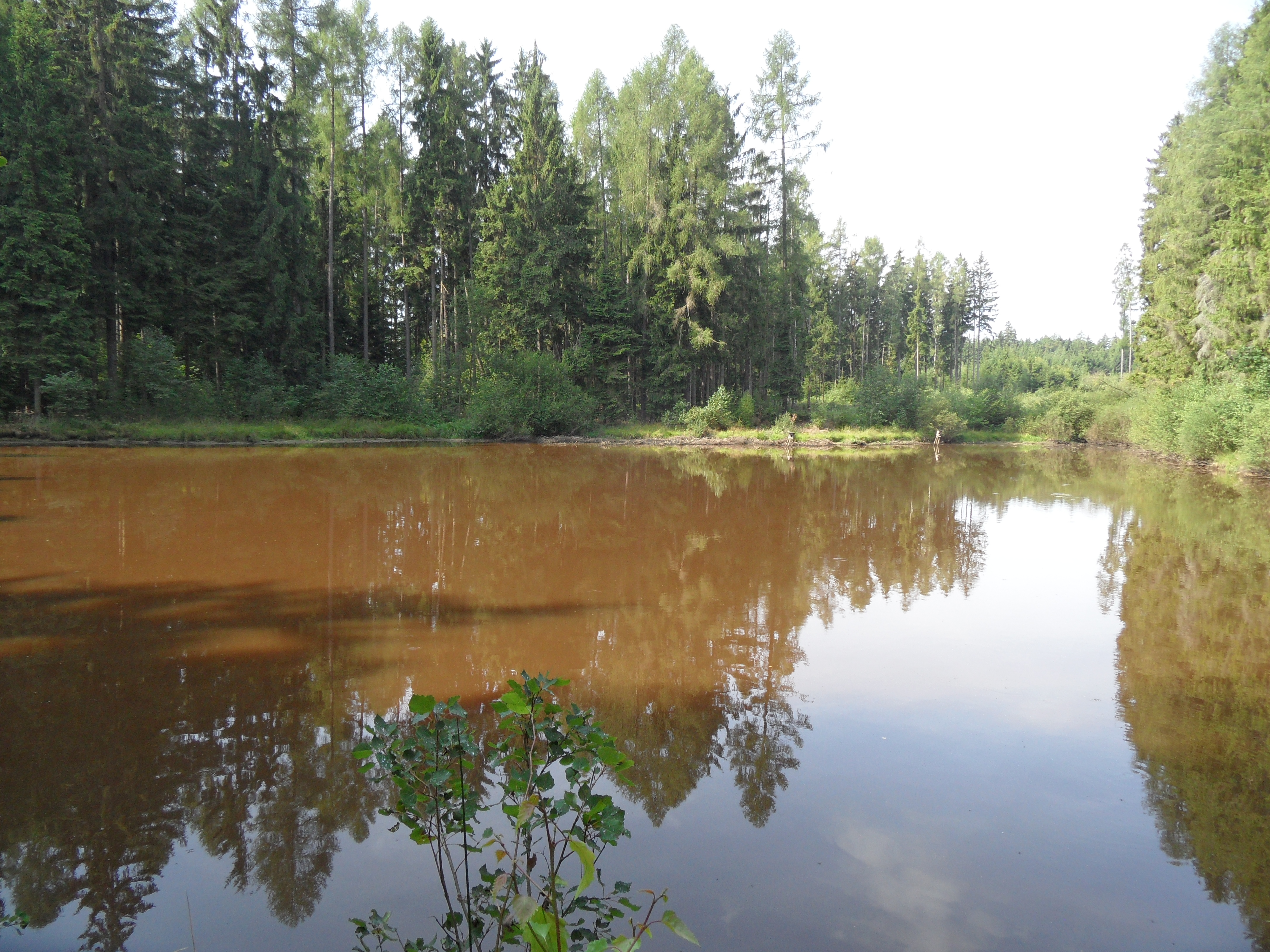
Jívový rybník
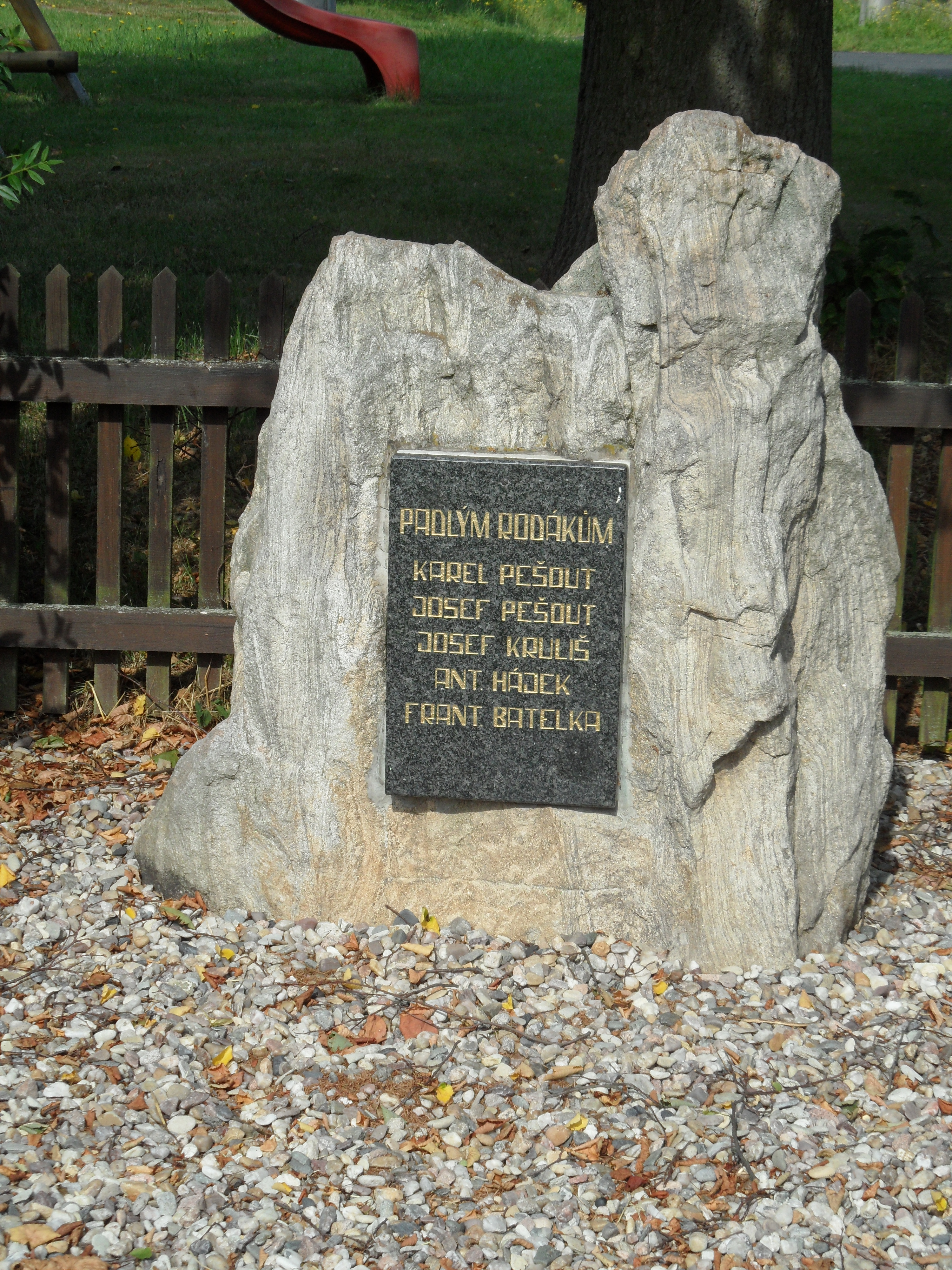
Památník obětem války